# Serózní buňka
Serózní buňka je buňka epitelová se schopností exokrinního vylučování. Nachází se typicky ve slinných žlázách (pomáhá s přijímáním potravy), popřípadě v dýchacích cestách, kde zvlhčují sliznici a slouží jako obrana proti bakteriím a jiným patogenům.

## Sekret
Výměšek serózní buňky tvoří nemalý objem slin. Sekret jež serózní buňka produkuje je bohatá na proteiny (amylázy) a enzymy štěpící glykoproteiny. Oproti mukózní buňce (se kterou patří do stejné podmnožiny buněk zvané acinus) je její výměšek tekutější (způsoben vyšším množstvím vody) a nažloutlý. Tekutina, kterou serózní buňka produkuje je odváděna duktem (kanálkem) ve slinných žlázách, spolu s hlenem produkovaným mukózní buňkou, dá se předpokládat, že sekret serózní buňky ředí více viskózní produkt mukózní buňky.

## Stavba
Má pyramidovitý tvar, kulaté jádro (tím se liší od mukózní b.) umístěné v bazální třetině buňky. Jádro je obaleno drsným endoplazmatickým retikulem. V apikální třetině se nachází tzv. zymogenní granula, která jsou bazofilní, dobře barvitelná. Na apikální straně má četné mikrovili, které usnadňují sekreci.

## Zajímavosti
Vůbec nejvyšší denzitou serózních buněk se mohou chlubit příušní slinné žlázy (lat. glandula parotis). V jiných slinných žlázách zastoupeny méně nebo rovnoměrně s mukózní buňkami.
Některé studie tvrdí, že jde o buňky, které se výrazně podílí na regeneraci epitelu dýchacích cest a ústní dutiny.
Pokusy se psy naznačují, že vyšší produkce sekretu serózních buněk nastává tehdy, pokud je psovi poskytována „suchá potrava“ (granule) namísto vlhčí masité, při které naopak dochází ke zvýšení produkce v mukózní buňkách.